# Jean Vénitien
Jean Vénitien est un peintre et illustrateur français né le 8 mars 1911 à Constantine (Algérie) et mort le 27 mai 1995 à Paris.
Influencé par le postimpressionnisme et proche des peintres de la réalité poétique, une part de son œuvre (de 1946 aux années 1950) le rangea d'abord, avec André Fougeron, Boris Taslitzky et Jean Amblard, parmi les tenants du réalisme socialiste en France.

## Biographie

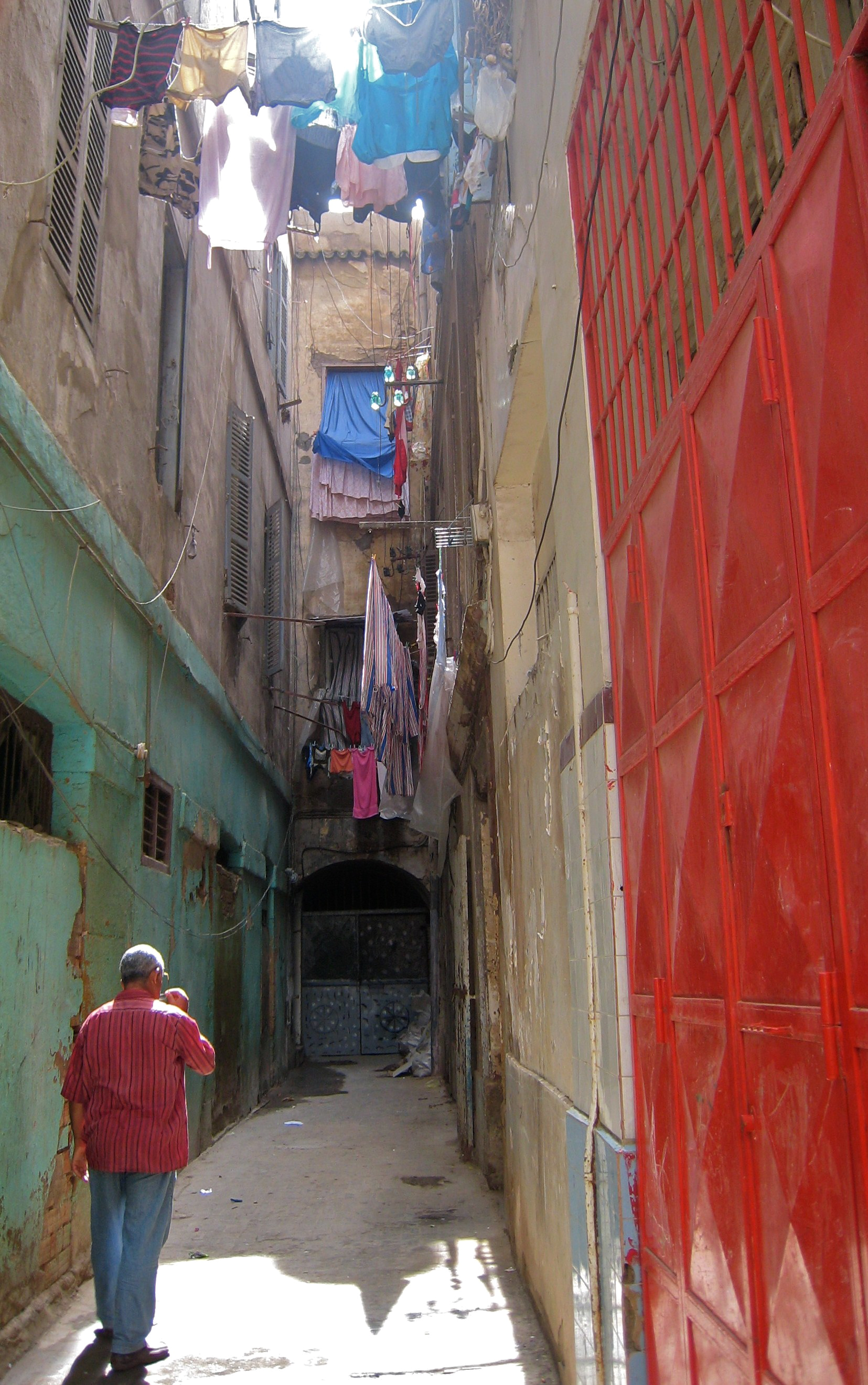
Alger, la basse casbah.

### L'Algérois

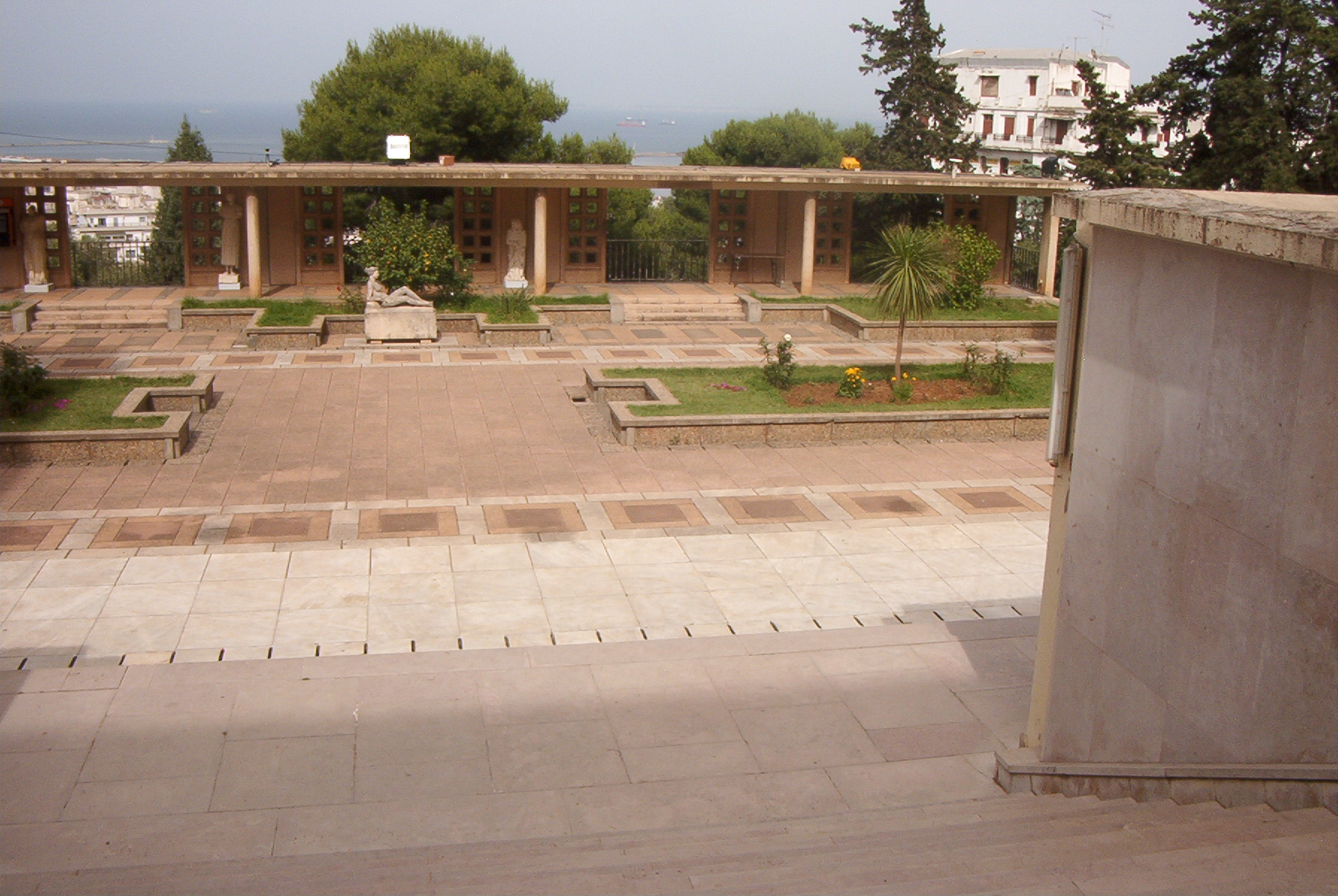
l'École supérieure des beaux-arts d'Alger.

De lointaine ascendance italienne — une famille Di Stefano de Catane (Sicile) venue s'établir à Venise et dont un membre gagne la France où il est « dit Le Vénitien » — Jean Vénitien naît à Constantine de l'union de Paul Vénitien, géomètre, et d'Alix Giraudet (morte en 1932). Il est encore tout jeune enfant lorsque ses parents partent s'installer dans la basse casbah d'Alger où Paul Vénitien devient décorateur de scène, notamment pour l'opéra d'Alger. Mobilisé au cours de la Première Guerre mondiale, ce dernier meurt, âgé de 33 ans, en 1919 des suites des inhalations de gaz de combat, faisant que Jean devient en novembre de cette année-là pupille de la Nation. Tout en poursuivant ses études secondaires, il suit les cours de l'École supérieure des beaux-arts d'Alger.

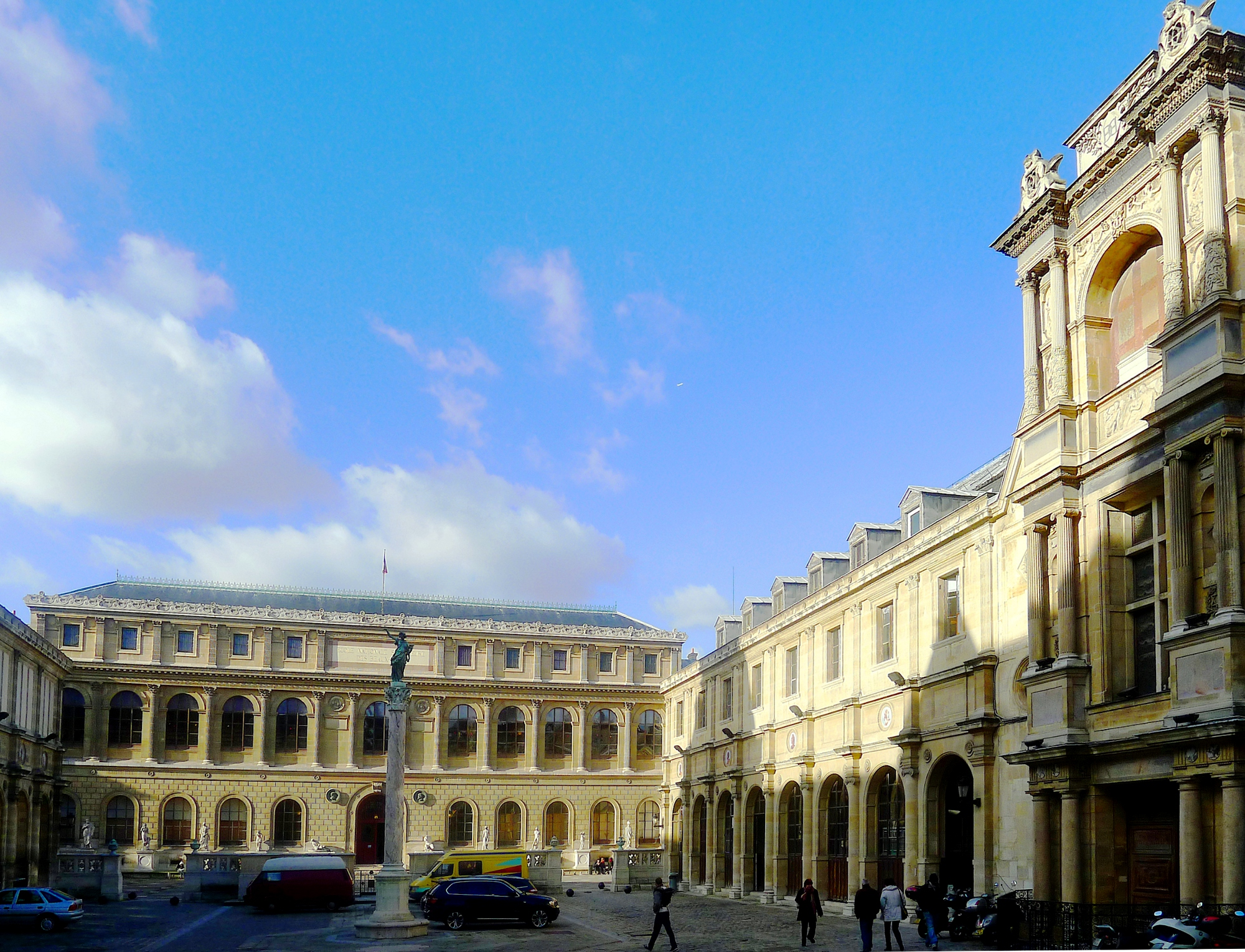
Paris, l'École nationale supérieure des beaux-arts.

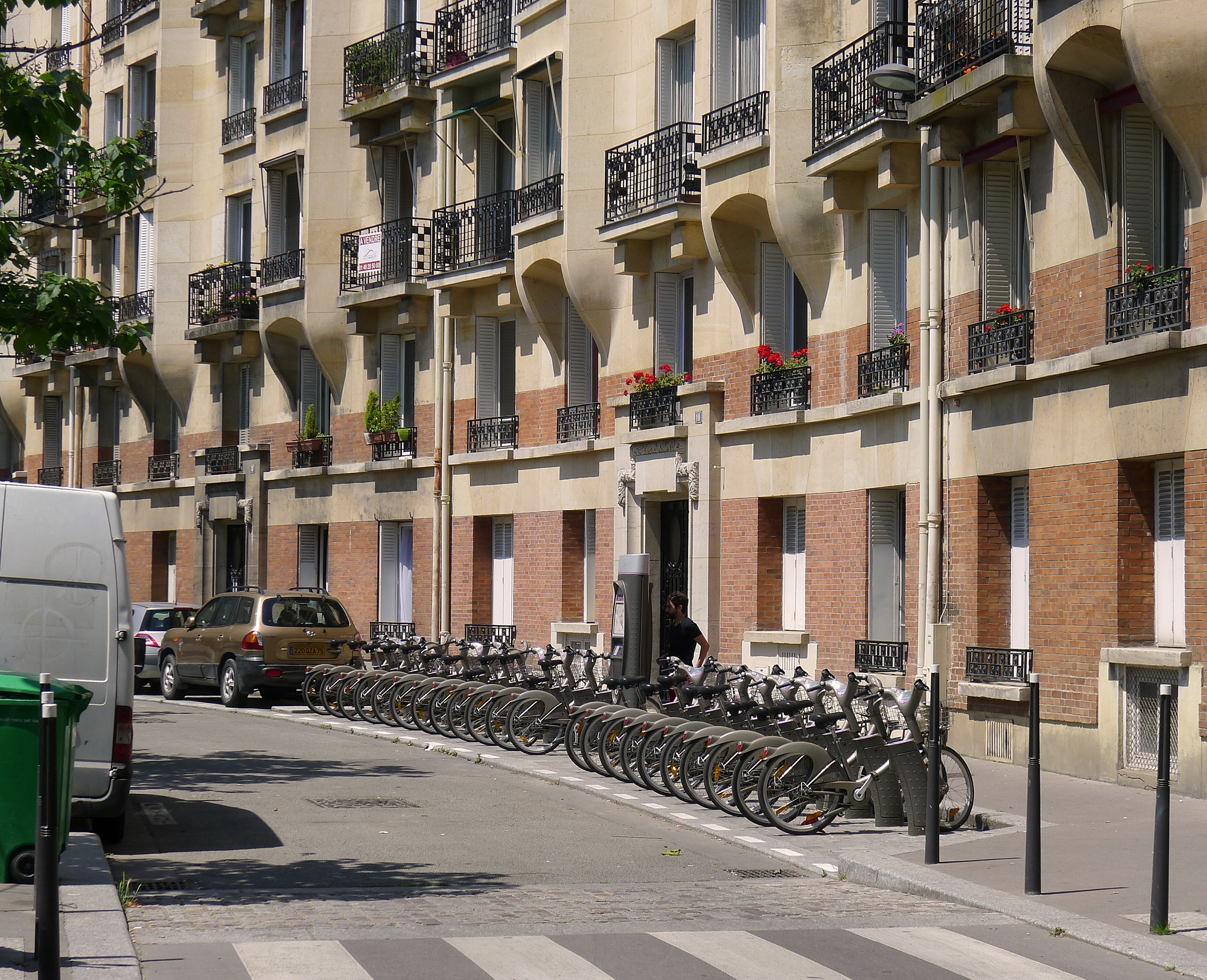
Paris, square Desnouettes

### Le Montmartrois
Jean Vénitien arrive à Paris en 1931 et entre dans la section peinture de l'École nationale supérieure des beaux-arts, portant aussitôt et durablement un vif intérêt pour la règle du nombre d'or appliquée à la peinture. Montmartrois, il épouse en 1931 une jeune fille originaire d'URSS et du nom de Tarkanoff (un fils, Jacques, leur naîtra en 1945), tandis qu'une bourse du Gouvernement de l'Algérie, qui lui attribuera son prix annuel en 1932, le soutient dans ses études : il est de la sorte également admis en 1932 à l'École nationale supérieure des arts décoratifs. Ces études qu'il finance en effectuant des travaux de peinture en bâtiment sont interrompues par son service militaire où il est brigadier-chef dans le train des équipages.
La première attirance politique nationaliste de Jean Vénitien pour les Croix-de-Feu du colonel François de La Rocque le fait adhérer durant quatre mois de l'année 1935 à la Ligue des Volontaires Nationaux, avant que les amitiés russes de son épouse ne fasse glisser sa sympathie vers l'extrême gauche. En peinture, il côtoie les peintres de la réalité poétique (Maurice Brianchon, Christian Caillard, Jules Cavaillès, Raymond Legueult, Roger Limouse, Roland Oudot, André Planson, Kostia Terechkovitch, commence à se faire un nom en tant que portraitiste et à participer aux salons parisiens (Salon des Tuileries, Salon des indépendants, Salon d'automne).
C'est à son retour de mobilisation de 1939 en Algérie, dans le Service auxiliaire du train des équipages, que Jean Vénitien, avec son épouse, se rapproche du communisme. S'il évoquera lui-même l'exécution de deux artistes peintres communistes par l'occupant allemand comme initiateur de son militantisme, il n'adhère au Parti communiste français qu'en octobre 1946, son engagement dans l'Union des arts plastiques (syndicat des peintres d'obédience communiste dont le secrétaire général est son ami André Fougeron) suivant peu après. Installé au 4, square Desnouettes dans le 15e arrondissement de Paris, il est dès 1945 professeur de dessin et d'anatomie à l'Institut des hautes études cinématographiques encadré alors par d'autres militants communistes comme Georges Sadoul et Léon Moussinac, puis, au début des années 1950, professeur de dessin délégué à la Ville de Paris et à l'école communale de la rue de la Fraternité à Romainville.

### L'art du portrait: réalisme socialiste et dissemblance
Les expositions collectives d'artistes communistes auxquelles va alors participer Jean Vénitien, notamment à la Maison des Métallurgistes à Paris, ses toiles militantes comme Le Fusillé, Le Jugement de Paris, Nous voulons la paix, Jacques Duclos à la tribune,, La Mort de Marx, La Mort d'Alfred Gadois, sont significatives de sa représentativité du réalisme socialiste en France que tant Francis Parent et Raymond Perrot, qui distinguent en lui « l'un des artistes contre qui, en 1948, la critique bourgeoise se déchaîne », que Bernard Dorival ou encore le Dictionnaire Bénézit s'accordent à retenir comme trait dominant de son historicité. 
Rappelant pour sa part le propos d'André Stil - « Le portrait, c'est un des sommets du réalisme socialiste » - Jeannine Verdès-Leroux situe communément deux tableaux (tous deux contemporains du Portrait de Staline par Pablo Picasso) - Hommage à Marcel Cachin d'André Fougeron et Jacques Duclos à la tribune de Jean Vénitien « où l'on voit le député haranguer l'Assemblée nationale avec pugnacité » - comme peints « au plus fort de cette période marquée par ce qui fut appelé le culte de la personnalité » et comme archétypaux de la charge que reçoivent les artistes engagés de « trouver un pôle d'idéalisation et un pôle sinon épique, du moins de combat ». On observe ainsi que dans ces deux toiles, « il convient non de faire "ressemblant", mais de donner à voir les qualités du sujet ». Cette relégation en seconde importance du "ressemblant" consterne cependant un Pierre Daix qui restitue son regard désapprobateur sur les deux mêmes toiles : « était-ce des portraits réalistes ? Reconnaissait-on un dirigeant communiste comme Duclos dans ce gesticulateur verdâtre ? Je me payai un éreintement politique acéré marquant le divorce flagrant entre les intentions et l'exécution ».
Après avoir peint un Portrait de Jules Moch qui lui est reproché, après également avoir participé à plusieurs voyages organisés en Europe de l'Est par le PCF, Jean Vénitien s'éloigne de celui-ci à partir de 1955. En 1958, avec sa nouvelle compagne, Marcelle Capy, il s'installe définitivement au prieuré Saint-Saturnin de Chevreuse qu'il va s'employer à sauver de la ruine,.

### Le Chevrotin

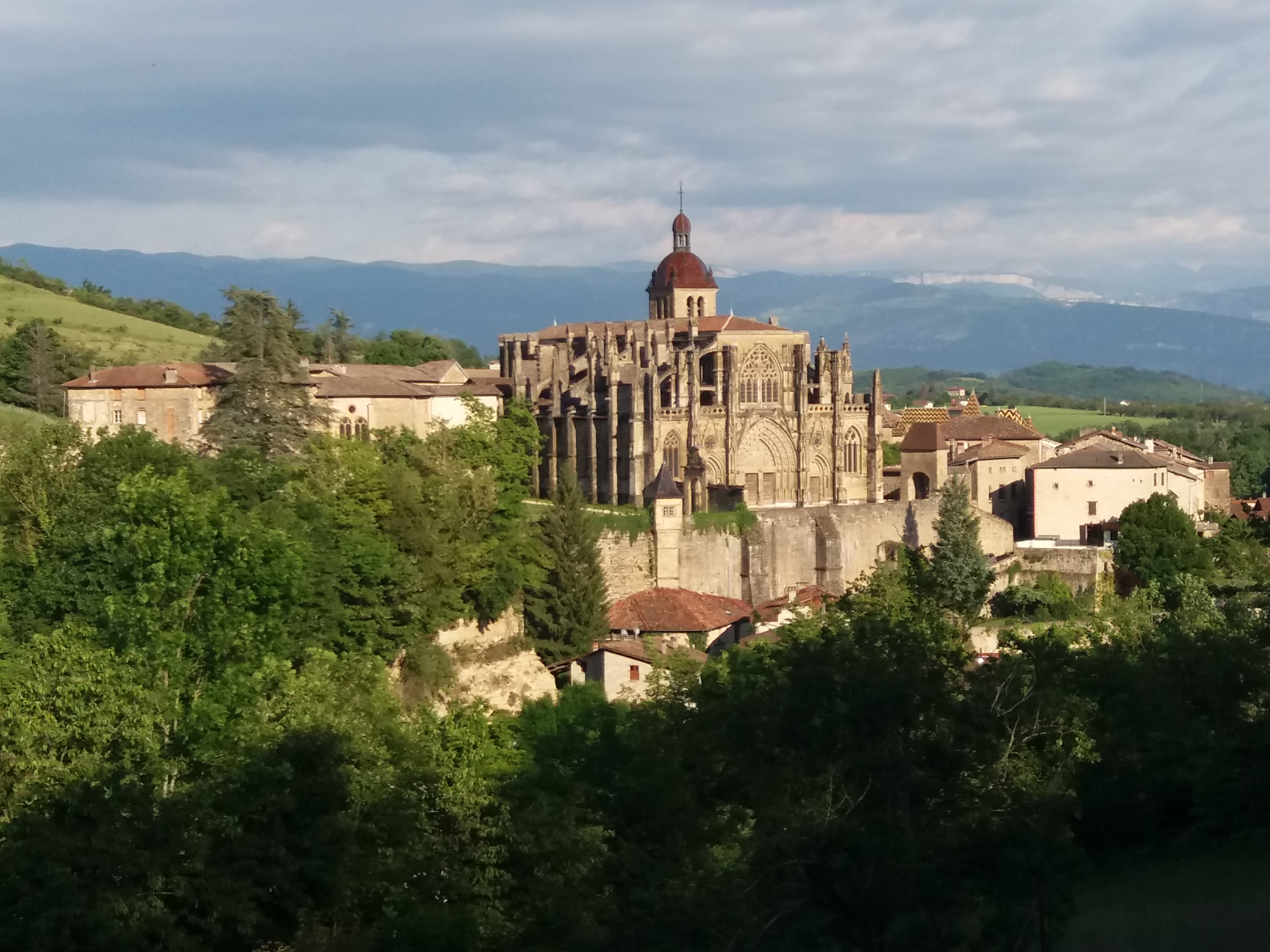
Saint-Antoine-l'Abbaye.

Ami de Roger Limouse, sa peinture va alors, outre des portraits majoritairement féminins et des natures mortes, s'orienter essentiellement vers le paysage à la faveur de ses nombreuses villégiatures en France (Arcachon, Pornic, Évian, Marcilly-sur-Eure, les bords de Seine, les environs de Saint-Antoine-l'Abbaye, village de l'Isère où il acquiert une résidence) et en Belgique (Bruges). À l'instar de chez Michel-Henry, des toiles associent un bouquet de fleurs au premier plan à un paysage en arrière-plan. Il est dans les années 1980 professeur à l'École nationale supérieure des beaux-arts où son enseignement fait encore ressortir sa passion pour la règle du nombre d'or. Il meurt en mai 1995 au prieuré Saint-Saturnin qui, après avoir été son atelier durant quinze ans, deviendra un centre d'art contemporain.

## Contributions bibliophiliques
- Henri Bassis, Bonheur en tête, portrait d'Henri Bassis par Jean Vénitien en frontispice, dix exemplaires numérotés constituant l'édition originale, Pierre Seghers éditeur, 1953 (consulter en ligne).
- Pierre Osenat (préface de Jacques Prévert), Poèmes choisis, illustrations de Jean Vénitien et Guillemette Morand, Éditions Armand Henneuse, Paris, 1969.

Raymond Nacenta mentionne une édition du livre Et l'acier fut trempé de Nicolaï Ostrovski illustrée par Jean Vénitien sans préciser le nom de l'éditeur ni la date de parution. Ce livre semble introuvable aujourd'hui.

## Expositions

### Expositions personnelles

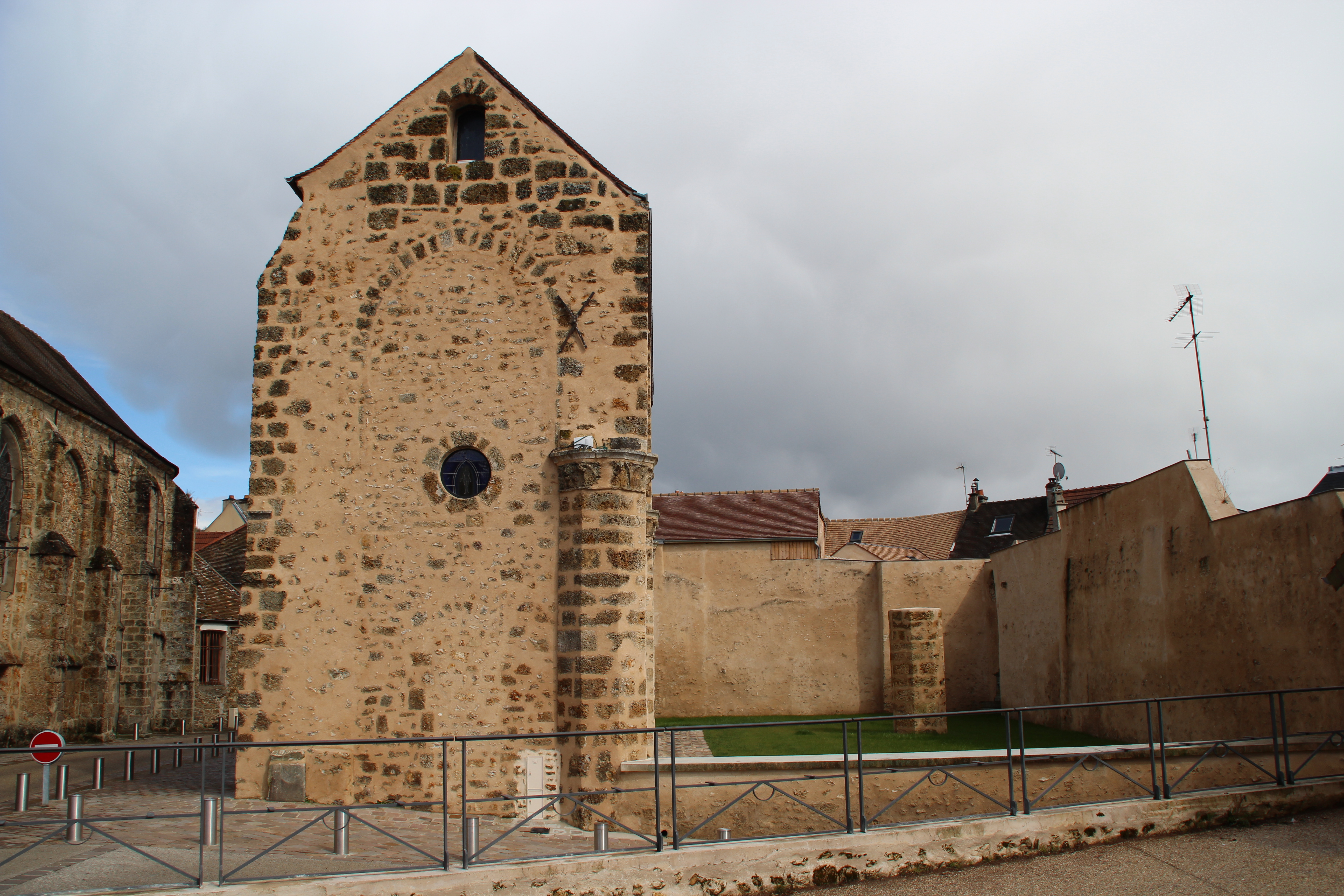
Chevreuse, le prieuré Saint-Saturnin.

- Galerie Saint-Germain-des-Prés, Paris, 1944.
- Eric Galleries, New York, à partir de 1964[3].
- Galerie Durand-Ruel, Paris, 1966.
- Frank Partridge Gallery, New York, avril 1967[15].
- Séchoir à peaux, Chevreuse, novembre-décembre 2013, juin 2015.
- Jean Vénitien. Rétrospective, Centre d'art contemporain du prieuré Saint-Saturnin, Chevreuse, mai-juin 2014, avril-juin 2018.
- Château de Belleville, Gif-sur-Yvette, mars 2016.

### Expositions collectives

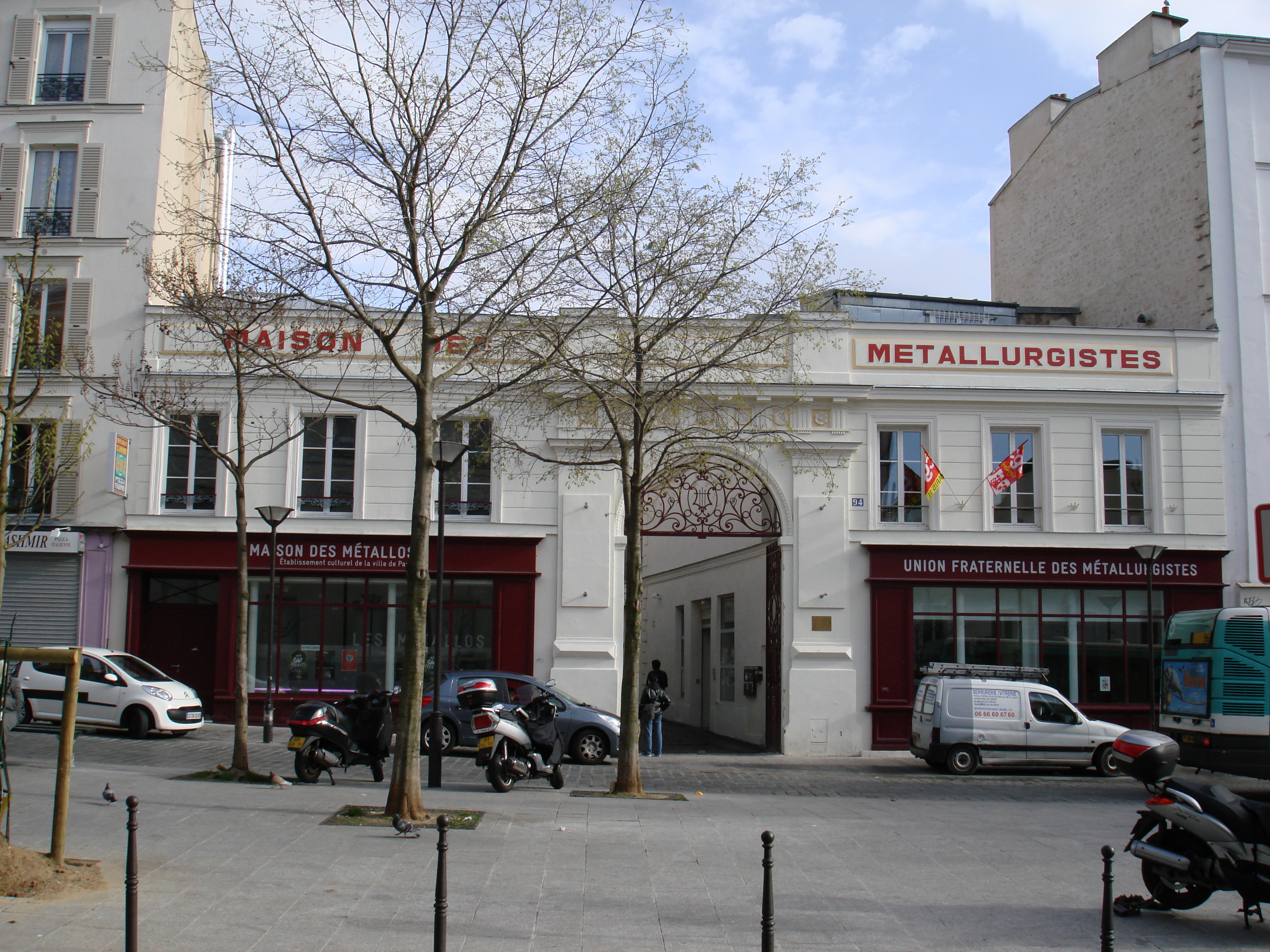
La Maison des Métallurgistes à Paris.

- Salon des indépendants, Paris, à partir de 1940.
- Salon d'automne, Paris, 1941[16].
- Treize peintres et sculpteurs contemporains, galerie Charpentier, Paris, 1942[3].
- Salon des Tuileries, Musée d'art moderne de la ville de Paris, juin-juillet 1943, juin-juillet 1944[5].
- Jean Amblard, Édouard Pignon, Gérard Singer, Jean Vénitien, Maison des Métallurgistes, Paris, 1950[17].
- De Marx à Staline. Bernard Damiano, André Fougeron, Fernand Léger, Mireille Miailhe, Pablo Picasso, Édouard Pignon, Paul Rebeyrolle, Jean Vénitien…, Maison des Métallurgistes, Paris, mai 1953 (tableau exposé : La Mort de Marx)[18].

## Citations
- « Quand j'avais 20 ans j'étais vieux, et maintenant que j'en ai 79, je suis jeune : l'ombre, le foncé font partie des débuts de la peinture — toujours — et la clarté vient à longueur d'années dans la pureté des tons, dans l'harmonie des couleurs qui font que l'on arrive à sortir de la peinture la noirceur de la non-peinture. » - Jean Vénitien, 1990[2]

## Récompenses
- Prix du Gouvernement de l'Algérie, 1932[14],[3].

## Collections publiques

### Algérie
- Alger, musée national des Beaux-Arts.
- Constantine, musée national Cirta : Femme au masque, huile sur toile 116x73cm, vers 1947[3],[19].

### États-Unis
- Charlottesville, Fralin Museum of Art (en).

### France
- Chevreuse :
  - mairie ;
  - prieuré Saint-Saturnin.
- Paris :
  - musée d'Art moderne de Paris ;
  - musée national d'Art moderne.

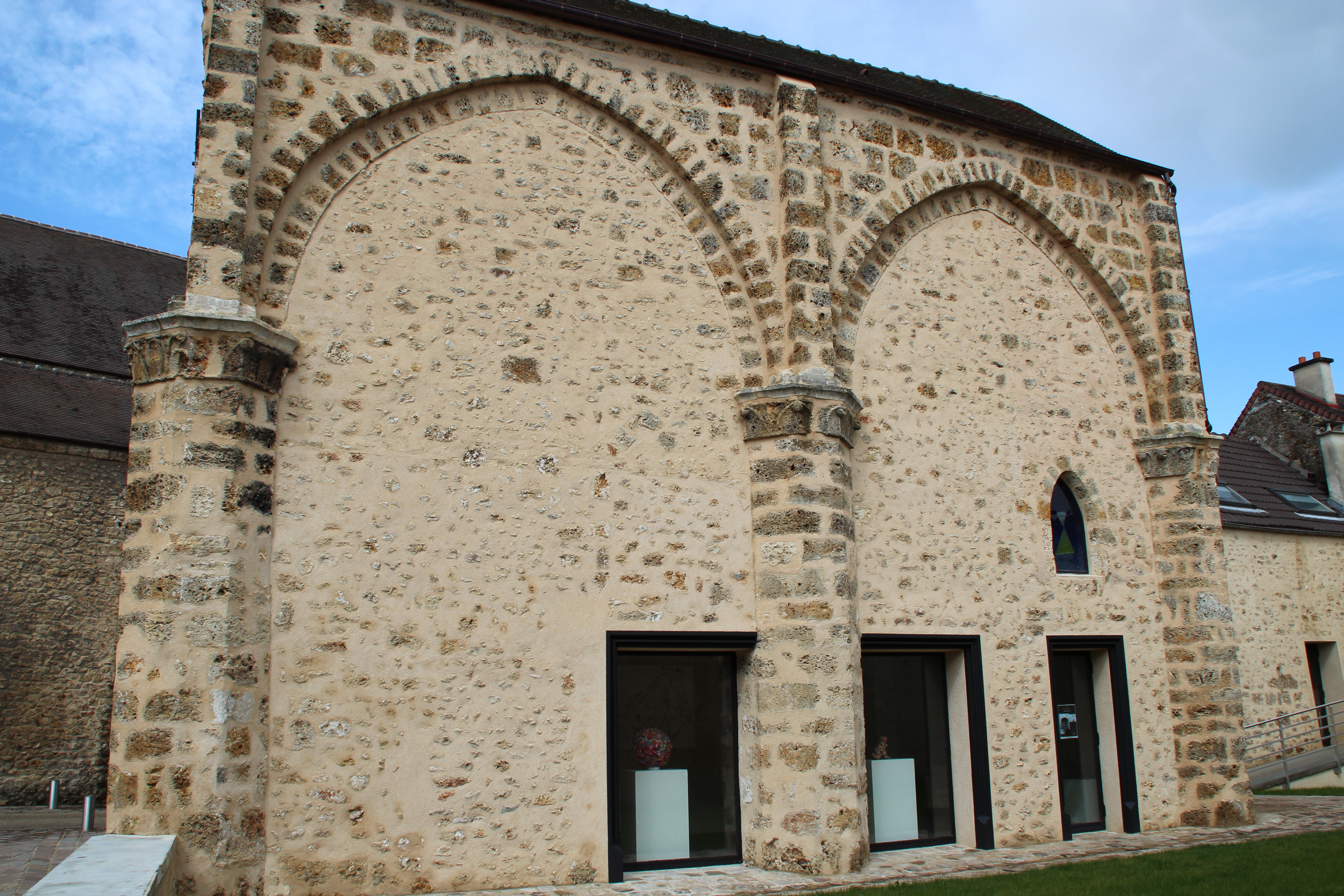
Chevreuse, le prieuré Saint-Saturnin

- Puteaux, Fonds national d'art contemporain :
  - Nature morte aux fruits, huile sur toile 27x41cm, vers 1941[20] ;
  - Femme à la mandoline, huile sur toile 73x60cm, vers 1942[21] ;
  - Les transformateurs, huile sur toile 65x81cm, avant 1954[22].

### Roumanie
- Bucarest, musée national d'Art de Roumanie.

### Filmographie
- Jean Vénitien, l'homme à la casquette rouge, film d'Alain Rémond, textes de Michel Charon, AAA Radio Vidéo, Chevreuse, durée : 17 min 42 s, 1990 ([vidéo] visionner sur YouTube).